# Роминджер, Кент Вернон
Кент Ве́рнон «Роммел» Ро́минджер (англ. Kent Vernon «Rommel» Rominger; род. 1956) — астронавт НАСА. Совершил пять космических полётов на шаттлах: STS-73 (1995, «Колумбия»), STS-80 (1996, «Колумбия»), STS-85 (1997, «Дискавери»), STS-96 (1999, «Дискавери») и STS-100 (2001, «Индевор»), полковник ВМС США.

## Личные данные и образование
Кент Роминджер родился 7 августа 1956 года в городе Дел-Норт, штат Колорадо, где в 1974 году окончил среднюю школу. В 1978 году получил степень бакалавра в области гражданского строительства в Университете штата Колорадо. В 1987 году получил степень магистра в области авиационной техники в Аспирантуре ВМС США.
Женат на Мэри Сью Рул, у них один ребёнок. Он любит зимние и водные лыжи, катание на лошадях, и интересную работу. Его родители проживают в Дел-Нортэ, Колорадо. Её родители проживали в городе Дуранго, штат Колорадо, умерли..

## До НАСА
В 1979 году Ромингер стал офицером, и в сентябре 1980 года получил назначение в Школу военно-морских лётчиков. После обучения на пилота самолетов F-14 Tomcat, был распределён в истребительную эскадрилью и с октября 1981 года по январь 1985 года служил на борту авианосцев «Рэйнджер» и «Китти Хоук». В это время Ромингер начинает летать на палубном истребителе VF-2. В 1987 году он завершил образование в аспирантуре и был назначен лётчиком-испытателем самолета F-14 Tomcat авиабазе Патаксент-Ривер, в штате Мэриленде. В это время своей службы Ромингер совершил первое приземление на палубу авианосца и испытывал катапульты в обновленном Tomcat. С сентября 1990 года он в составе истребительной эскадрильи на борту авианосца «Нимиц» отправился в поход в Персидский залив, принял участие в войне «Буря в пустыне». Он имеет налёт более 4 500 часов на более чем 35 различных типах самолётов и совершил 685 посадок на палубы авианосцев..

## Подготовка к космическим полётам
Принимал участие в 13-м наборе в астронавты. 31 марта 1992 года был зачислен в отряд НАСА в составе четырнадцатого набора, кандидатом в астронавты. Стал проходить обучение по курсу Общекосмической подготовки (ОКП). По окончании курса, в июле 1993 года получил квалификацию «пилот шаттла» и назначение в Офис астронавтов НАСА.

## Полёты в космос
- Первый полёт — STS-73[3], шаттл «Колумбия». C 20 октября по 5 ноября 1995 года в качестве «пилота корабля». Второй полёт микрогравитационной лаборатории Спейслэб в качестве полезной нагрузки — совместные усилия правительства США, Университетов и промышленности по изучению почти «невесомости». Некоторые из экспериментов на USML-2 были предложены по результатам первого полёта лаборатории на «Колумбии» в 1992 году во время STS-50. Полёт USML-1 дал новое понимание теоретических моделей физики жидкостей, роль гравитации при горении и распространении пламени, и, как гравитация влияет на формирование полупроводниковых кристаллов. Данные, собранные из нескольких белковых кристаллов, выращенных на USML-1 позволило ученым определить молекулярные структуры этих белков. Продолжительность полёта составила 15 суток 21 час 53 минуты[4].

- Второй полёт — STS-80[5], шаттл «Колумбия». C 19 ноября по 7 декабря 1996 года в качестве «пилота корабля». Целями миссии были выведение на орбиту и возврат спутника для исследований в области технологии WSF и астрономического спутника ORFEUS-SPAS, отработка инструментов и процедур работ по сборке и обслуживанию Международной космической станции и проведение других экспериментов в условиях микрогравитации. Самый длительный полёт шаттла в истории. Продолжительность полёта составила 17 суток 15 часов 54 минуты.[6][7].

- Третий полёт — STS-85[8], шаттл «Дискавери». C 7 по 19 августа 1997 года в качестве «пилота корабля». В программу полёта входили: выведение на орбиту и возвращение спутника для исследований атмосферы Земли CRISTA-SPAS, отработка прототипа манипулятора для японского модуля МКС и другие эксперименты[9]. Продолжительность полёта составила 11 суток 20 часов 28 минут[10].

- Четвёртый полёт — STS-96[11], шаттл «Дискавери». C 27 мая по 6 июня 1999 года в качестве «командира корабля». Это был второй полёт шаттла по программе сборки Международной космической станции. Основная задача миссии — доставка материалов и оборудования на МКС. Доставляемые на станцию оборудование и материалы были размещены в двойном транспортном модуле «Спейсхэб», который помещался в грузовом отсеке шаттла. «Дискавери» доставил на станцию более 1300 кг полезных грузов, включая 770 кг оборудования для российского сегмента станции, 600 кг для американского сегмента, а также 270 кг воды. Всё доставляемое на станцию оборудование было упаковано в 123 специальные транспортные укладки. 86 таких укладок были оставлены на станции: 71 в модуле «Заря» и 15 в модуле «Юнити». В это время МКС ещё не была обитаемой. Продолжительность полёта составила 9 суток 19 часов 14 минут.[12].

- Пятый полёт — STS-100[13], шаттл «Индевор». C 19 апреля по 1 мая 2001 года в качестве «командира корабля». Основными задачами STS-100 по программе продолжения сборки Международной космической станции (15-й полёт к МКС, 9-й полёт шаттла к МКС[14]) являлись доставка на МКС дистанционного манипулятора SSRMS и оборудования и грузов[15] для экипажа 2-й основной экспедиции. STS-100 доставил на МКС один из основных элементов Мобильной системы обслуживания MSS (от англ. Mobile Servicing System) — дистанционный манипулятор космической станции SSRMS (англ. Space Station Remote Manipulator System), разработанный и созданный канадской компанией MDA Space Missions (ранее называемой MD Robotics, а ещё ранее — SPAR Aerospace). Манипулятор SSRMS, наряду с некоторыми другими элементами MSS, является вкладом Канады в проект Международной космической станции, и предназначен для выполнения операций по строительству и обслуживанию станции на протяжении всего её полёта[15]. Продолжительность полёта составила 11 суток 21 час 31 минуту[16].

Общая продолжительность полётов в космос — 67 дней 2 часа 58 минут.

## После полётов
В июне 2002 года был переведен на должность астронавта-менеджера НАСА. Работал первым заместителем директора лётных операций в Центре космических исследований имени Джонсона, в Хьюстоне, штат Техас. В декабре 2002 года был назначен Начальником Офиса астронавтов НАСА. Работал в этой должности до октября 2006 года, после чего покинул отряд астронавтов.

## Награды и премии
Награждён: Медаль «За космический полёт» (1995, 1996, 1997, 1999 и 2001) и многие другие.